# Alfabeto latino
L'alfabeto latino, tecnicamente chiamato sistema di scrittura latino, è un insieme di grafi usato dalla maggior parte dei sistemi di scrittura del mondo, tra i quali l'alfabeto della lingua latina, l'alfabeto italiano e della maggior parte delle altre lingue romanze, l'alfabeto inglese, l'alfabeto turco, l'alfabeto vietnamita e molti altri sistemi di scrittura europei ed extra-europei, che lo hanno adottato durante il XX secolo. Alcuni di questi sistemi di scrittura usano una versione estesa del repertorio latino con l'aggiunta di diacritici o di grafi appositi. Il sistema di scrittura latino è formato da 26 lettere.

## Grafi
Il repertorio latino di base consiste oggi di 26 grafi (comunemente chiamati caratteri o lettere), di seguito rappresentati in maiuscolo e minuscolo:
| Lettere maiuscole                                   | Lettere maiuscole | Lettere maiuscole | Lettere maiuscole | Lettere maiuscole | Lettere maiuscole | Lettere maiuscole | Lettere maiuscole | Lettere maiuscole | Lettere maiuscole | Lettere maiuscole | Lettere maiuscole | Lettere maiuscole |
| --------------------------------------------------- | ----------------- | ----------------- | ----------------- | ----------------- | ----------------- | ----------------- | ----------------- | ----------------- | ----------------- | ----------------- | ----------------- | ----------------- |
| A B C D E F G H I J K L M N O P Q R S T U V W X Y Z |                   |                   |                   |                   |                   |                   |                   |                   |                   |                   |                   |                   |
| Lettere minuscole                                   |                   |                   |                   |                   |                   |                   |                   |                   |                   |                   |                   |                   |
| a b c d e f g h i j k l m n o p q r s t u v w x y z |                   |                   |                   |                   |                   |                   |                   |                   |                   |                   |                   |                   |

Questa in realtà è la versione moderna ed estesa del repertorio latino originario, ossia quello utilizzato per la lingua latina. Gli antichi Romani infatti usavano solo 23 grafi, non conoscendo la W, di origine anglosassone, mentre le lettere U (prima V) e  J (prima I)  fecero la loro comparsa nel Rinascimento.
Vista l'insufficienza di caratteri per rappresentarne tutti i fonemi, molte lingue hanno poi affiancato a questi caratteri altri caratteri aggiuntivi, formati o per aggiunta di segni diacritici (tilde, cediglia, háček, soprallineature, trattini di taglio, etc.) o per legature (es.: ß) o per importazione da alfabeti precedenti (es.: þ) o ancora considerando convenzionalmente gruppi di caratteri come un'unica entità (es. ll o ch).

## Storia
L'alfabeto latino nasce nell'VIII secolo a.C. da quello etrusco, a sua volta derivato da quello greco arcaico dei Calcidesi, inizialmente introdotto in Italia a Ischia, Pithecusa, Cuma e, soprattutto, Rhegion, che è il centro principale della cultura calcidese occidentale mantenendo tale scrittura fino al IV sec. a.C.
Il più antico alfabetario in lingua latina arcaica, di derivazione etrusca, giunto sino ai nostri tempi, si trova a Lanuvio, dove i gruppi di frammenti sono conservati ed esposti nel Museo Civico di Lanuvio. È stato rinvenuto nel 2000 in una collezione privata nel santuario di Giunone Sospita.
In origine era composto di 20 caratteri, passati presto a 21 attorno al 230 a.C. con l'aggiunta della lettera ⟨G⟩ da parte del liberto del console Spurio Carvilio Massimo Ruga; le lettere ⟨J⟩, ⟨U⟩, ⟨W⟩, ⟨Y⟩ e ⟨Z⟩ erano sconosciute. Durante l'epoca repubblicana, con il crescere dell'influenza greca su Roma, furono introdotte due ulteriori lettere, la ⟨Y⟩ e la ⟨Z⟩, per riportare in latino i corrispondenti caratteri dell'alfabeto greco. L'alfabeto latino arrivò così a 23 lettere. I grafemi ⟨W⟩ e ⟨J⟩ furono introdotti nel Medioevo per scrivere varie lingue nazionali (in particolare il primo fu introdotto dagli anglosassoni nel VI secolo, il secondo si diffuse nelle lingue romanze occidentali e anche in italiano) mentre la distinzione tra ⟨u⟩ e ⟨v⟩ è tarda, in quanto risale agli umanisti.
Consisteva inizialmente delle sole lettere maiuscole; fu solo nel Medioevo che entrarono nell'uso anche le lettere minuscole, derivate dalla scrittura corsiva.
Il maiuscolo fu mantenuto per scritture formali e per enfasi; da qui l'uso ancora corrente di utilizzare un'iniziale maiuscola per aprire paragrafi e frasi, nonché per i nomi propri.
Tramite le conquiste imperiali romane, l'alfabeto adottato nella lingua latina si diffuse da Roma nelle regioni bagnate dal mar Mediterraneo. Mentre le regioni orientali dell'impero romano continuarono a usare il greco come lingua franca, il latino si impose nelle regioni occidentali e il suo alfabeto venne trasmesso alle lingue neolatine che ne derivarono. L'espansione nell'Europa settentrionale e centrale avviene attraverso la diffusione del Cristianesimo.
L'alfabeto latino fu adottato anche da popoli di lingua non indoeuropea, quali il basco, il finlandese, l'estone e l'ungherese.

In verde scuro le nazioni dove è usato solo l'alfabeto latino; in verde chiaro quelle dove all'alfabeto latino è affiancato un altro alfabeto.

Nel 1492 l'alfabeto latino risulta in uso nelle nazioni cattoliche (sia di lingua neolatina sia di lingua slava) d'Europa; i popoli slavi orientali, di religione ortodossa, usano il cirillico e i greci il greco. Nel mondo islamico si usa l'alfabeto arabo, anche in stati di lingua non araba quali la Turchia e la Persia. In Asia si usano alfabeti di origine indiana o cinese.
Successivamente alle spedizioni europee nelle Americhe e in Oceania, l'alfabeto latino si diffonde nel mondo intero, dove viene adottato nei territori conquistati da inglesi, francesi, spagnoli, portoghesi e olandesi.
I romeni adottano l'alfabeto latino nel tardo XVIII secolo, sostituendo l'alfabeto cirillico usato dalla chiesa cristiana ortodossa.

Anche il Vietnam adotta l'alfabeto latino durante la colonizzazione francese, dove prende il posto dei caratteri cinesi.
L'alfabeto latino è anche l'alfabeto ufficiale adottato dalle Filippine, dall'Indonesia e da molte lingue nei paesi dell'oceano Pacifico.
Nel 1928, tra le varie riforme intraprese da Kemal Atatürk, anche la Turchia rimpiazza l'alfabeto arabo con quello latino.
Nel 1991, dopo il collasso dell'Unione Sovietica anche gli stati di lingua affine al turco (Azerbaigian, Uzbekistan e Turkmenistan) sostituiscono l'alfabeto cirillico con quello latino, e la repubblica russa del Tatarstan lo affianca al cirillico.
Durante il primo decennio del XXI secolo, nel Montenegro e in Macedonia del Nord si è proposto il duplice uso dell'alfabeto cirillico e latino. In Bosnia ed Erzegovina si usa l'alfabeto latino nella zona croato-musulmana, mentre in quella serba si usano sia l'alfabeto latino sia il cirillico. In Serbia viene usato sia l'alfabeto cirillico (l'alfabeto ufficiale) sia quello latino, diffuso almeno quanto il primo.
Oggi nei Balcani solo la Bulgaria e la Grecia usano esclusivamente un alfabeto non latino, anche se ufficialmente accettano l'uso dell'alfabeto latino nella lingua della loro minoranza turca.

### Un esempio di espansione: I Balcani e l'ex Jugoslavia

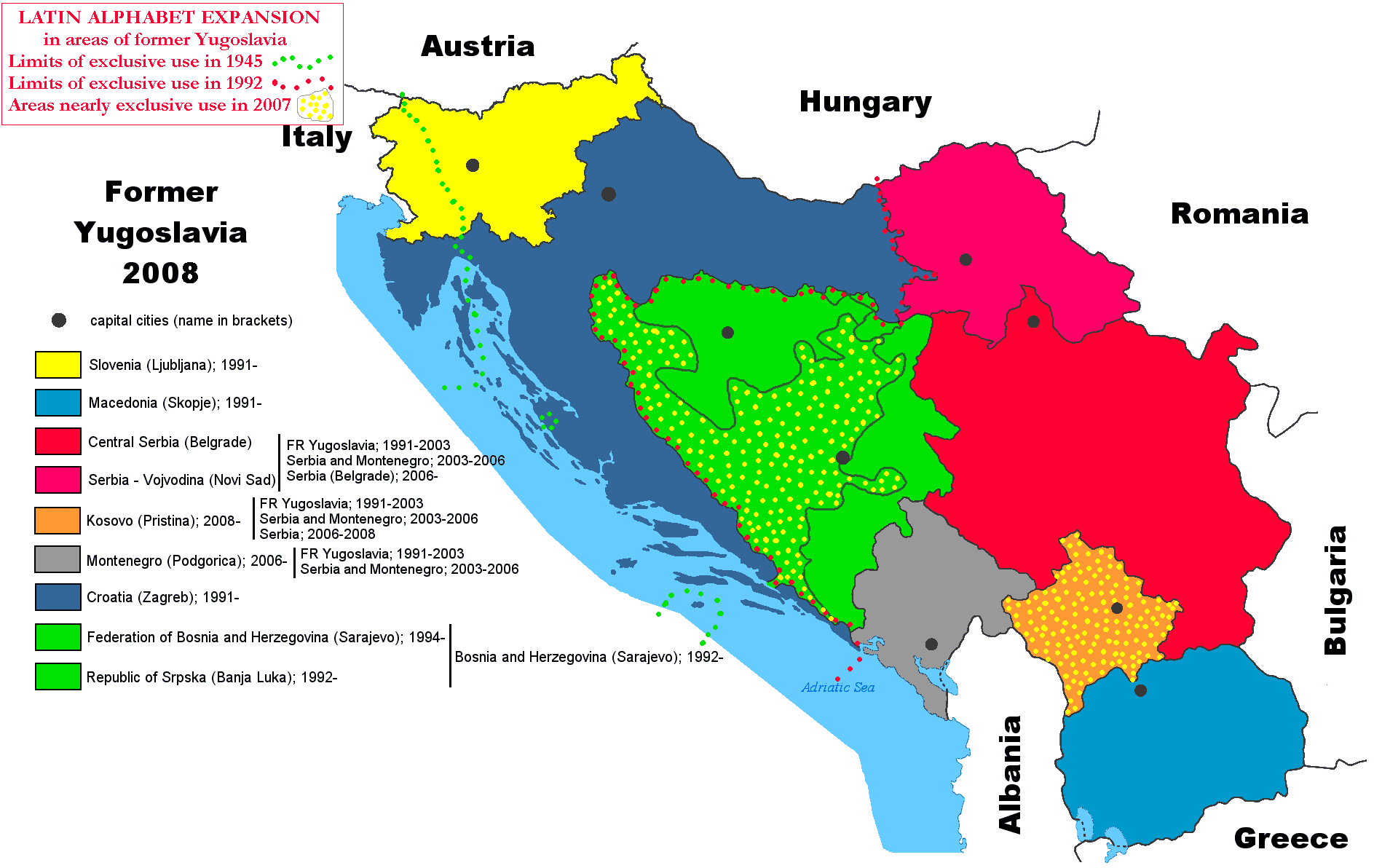
Espansione dell'alfabeto latino nell'ex Jugoslavia

L'attuale espansione dell'uso dell'alfabeto latino si nota specialmente nei Balcani.
Nell'Ottocento nacque la Romania e subito nei suoi territori appartenuti all'Impero ottomano l'alfabeto latino sostituì quello cirillico. Nelle guerre balcaniche la Turchia perse altri territori, che usavano maggioritariamente l'alfabeto cirillico e greco, ma anche quello latino crebbe sia in Albania sia nella Bosnia austriaca. Dopo la prima guerra mondiale, Kemal Ataturk adottò l'alfabeto latino in Turchia, mentre la nuova Jugoslavia lo usò parzialmente.
Dopo la divisione della Jugoslavia nel 1992, la Slovenia e la Croazia usano solamente l'alfabeto latino, mentre nella Bosnia croato-musulmana viene imposto quasi ufficialmente. Nel recentemente indipendente Kosovo si vuole eliminare il cirillico e ufficializzare l'esclusivo uso dell'albanese, scritto in alfabeto latino. Nel Banato e nella parte serba della Bosnia l'alfabeto latino viene usato maggioritariamente, mentre nel Montenegro lo si usa al 50% assieme al cirillico. Solamente nella Serbia vera e propria e nella Macedonia del Nord il cirillico viene usato in maggioranza, anche se le locali comunità valacca (della Serbia nord-orientale) e albanese (della Macedonia del Nord occidentale) usano l'alfabeto latino.

## Nuovi alfabeti nel mondo derivati da quello latino
Nell'ultimo secolo sono numerosi gli alfabeti derivati dall'alfabeto latino, a riprova della vitalità espansiva del latino e del suo alfabeto nel mondo contemporaneo.
Il caso più notevole in Europa avvenne negli anni venti nell'Unione Sovietica, dove si volle sostituire l'alfabeto cirillico con quello latino. Altri casi riguardarono la Bielorussia con il Lacinka e l'Ucraina con l'Euro-Ukrainian (Latynka).
In Nordafrica è notevole il tentativo recente della comunità intellettuale berbera di crearsi un proprio alfabeto, basato su quello latino, allo scopo di ottenere un certo grado di indipendenza dalla lingua araba dominante: il Berbero latino sta ottenendo un certo successo nel Maghreb, anche se limitato ai ceti più elevati e ai berberi emigrati in Europa. Per l'Algeria, dove il berbero nelle scuole è una realtà dal 1995 ed è attualmente lingua ufficiale assieme all'arabo, sembra affermata una trascrizione a base latina, elaborata nel tempo da diversi autori (in particolare Mouloud Mammeri) e messa a punto in diversi congressi scientifici internazionali. Tuttavia altri studi berberi stanno invece cercando di riutilizzare l'antico alfabeto tifinagh, revisionandolo nel più moderno Neo-tifinagh, elaborate dall'Accademia berbera, in Francia, e dall'Istituto Reale della Cultura Amazigh, in Marocco.

## Romanizzazione linguistica
L'alfabeto latino viene usato in tutto il mondo per latinizzare le diverse lingue, scritte con altri alfabeti, allo scopo di facilitare la comunicazione tra le nazioni dell'umanità. Questo processo, detto romanizzazione linguistica, consiste nella trascrizione o nella traslitterazione di sistemi di scrittura che usano un repertorio di elementi grafici diverso da quello latino: ad esempio, viene detto romanizzazione la trasposizione da sistemi di scrittura come il cirillico, l'alfabeto arabo, l'alfabeto greco. Questi sistemi hanno spesso un insieme di norme ufficiali nazionali o internazionali (norme ISO). Si parla anche di romanizzazione per la trascrizione delle lingue logografiche, come il cinese (Pinyin) o il giapponese, benché questo processo generalmente sia di trascrizione, più che di traslitterazione, dato che lo scopo è quello di trascrivere i suoni e non i logogrammi.
Di seguito un esempio di romanizzazione (usato principalmente dalle Nazioni Unite) dell'alfabeto del greco moderno, russo cirillico, ebraico, arabo, persiano, giapponese katakana e coreano hangul:

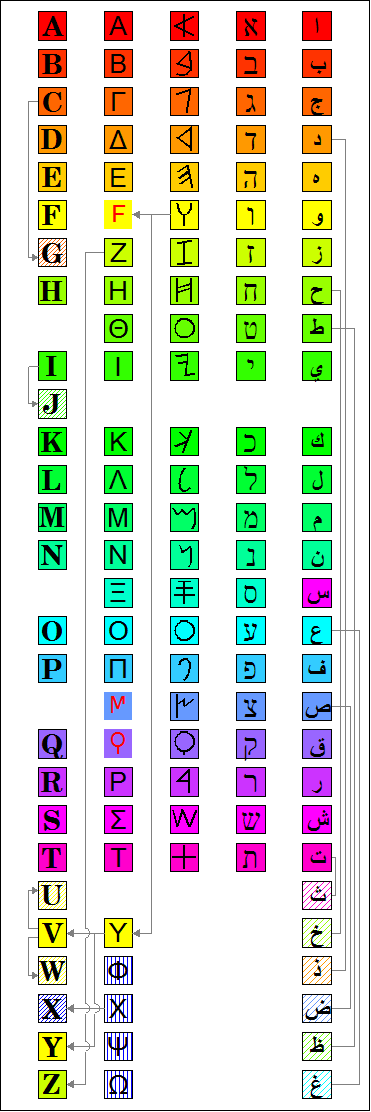
Alfabeti latino, greco, fenicio, ebraico e arabo a confronto

| Alfabeto latino | Alfabeto greco  | Alfabeto cirillico | Alfabeto ebraico          | Alfabeto arabo   | Alfabeto arabo-persiano | Katakana | Hangŭl |
| --------------- | --------------- | ------------------ | ------------------------- | ---------------- | ----------------------- | -------- | ------ |
| A               | A               | А                  | ַ, ֲ, ָ, א                   | دَ, دَ, ﺍ — ﺎ, دَىا | آ ا                     | ア       | ㅏ     |
| AE              |                 |                    |                           |                  |                         |          | ㅐ     |
| AI              |                 |                    | י ַ                        |                  |                         |          |        |
| B               | ΜΠ, Β           | Б                  | בּ                         | ﺏ ﺑ ﺒ ﺐ          | ﺏ ﺑ                     |          | ㅂ     |
| C               | Ξ               |                    |                           |                  |                         |          |        |
| CH              | TΣ̈              | Ч                  | צ׳                        |                  | چ                       |          | ㅊ     |
| CHI             |                 |                    |                           |                  |                         | チ       |        |
| D               | ΝΤ, Δ           | Д                  | ד                         | ﺩ —ﺪ / ﺽ ﺿ ﻀ ﺾ   | د                       |          | ㄷ     |
| DH              | Δ               |                    | דֿ                         | ﺫ — ﺬ            |                         |          |        |
| DZ              | ΤΖ              | Ѕ                  |                           |                  |                         |          |        |
| E               | Ε, ΑΙ           | Э                  | , ֱ, י ֵֶ, ֵ, י ֶ              |                  |                         | エ       | ㅔ     |
| EO              |                 |                    |                           |                  |                         |          | ㅓ     |
| EU              |                 |                    |                           |                  |                         |          | ㅡ     |
| EUI             |                 |                    |                           |                  |                         |          | ㅢ     |
| F               | Φ               | Ф                  | פ (in fine di parola ף)   | ﻑ ﻓ ﻔ ﻒ          | ﻑ                       |          |        |
| FU              |                 |                    |                           |                  |                         | フ       |        |
| G               | ΓΓ, ΓΚ, Γ       | Г                  | ג                         |                  | گ                       |          | ㄱ     |
| GH              | Γ               | Ғ                  | גֿ, עֿ                      | ﻍ ﻏ ﻐ ﻎ          | ق غ                     |          |        |
| H               | Η               | Һ                  | ח, ה                      | ﻩ ﻫ ﻬ ﻪ, ﺡ ﺣ ﺤ ﺢ | ه ح ﻫ                   |          | ㅎ     |
| HA              |                 |                    |                           |                  |                         | ハ       |        |
| HE              |                 |                    |                           |                  |                         | ヘ       |        |
| HI              |                 |                    |                           |                  |                         | ヒ       |        |
| HO              |                 |                    |                           |                  |                         | ホ       |        |
| I               | Η, Ι, Υ, ΕΙ, ΟΙ | И                  | ִ, י ִ                      | دِ                |                         | イ       | ㅣ     |
| IY              |                 |                    |                           | دِي               |                         |          |        |
| J               | TZ̈              | ДЖ, Џ              | ג׳                        | ﺝ ﺟ ﺠ ﺞ          | ج                       |          | ㅈ     |
| JJ              |                 |                    |                           |                  |                         |          | ㅉ     |
| K               | Κ               | К                  | כּ (in fine di parola ךּ)   | ﻙ ﻛ ﻜ ﻚ          | ک                       |          | ㅋ     |
| KA              |                 |                    |                           |                  |                         | カ       |        |
| KE              |                 |                    |                           |                  |                         | ケ       |        |
| KH              | X               | Х                  | כ,חֿ (in fine di parola ך) | ﺥ ﺧ ﺨ ﺦ          | خ                       |          |        |
| KI              |                 |                    |                           |                  |                         | キ       |        |
| KK              |                 |                    |                           |                  |                         |          | ㄲ     |
| KO              |                 |                    |                           |                  |                         | コ       |        |
| KU              |                 |                    |                           |                  |                         | ク       |        |
| L               | Λ               | Л                  | ל                         | ﻝ ﻟ ﻠ ﻞ          | ل                       |          | ㄹ     |
| M               | Μ               | М                  | מ (in fine di parola ם)   | ﻡ ﻣ ﻤ ﻢ          | م                       |          | ㅁ     |
| MA              |                 |                    |                           |                  |                         | マ       |        |
| ME              |                 |                    |                           |                  |                         | メ       |        |
| MI              |                 |                    |                           |                  |                         | ミ       |        |
| MO              |                 |                    |                           |                  |                         | モ       |        |
| MU              |                 |                    |                           |                  |                         | ム       |        |
| N               | Ν               | Н                  | נ (in fine di parola ן)   | ﻥ ﻧ ﻨ ﻦ          | ن                       | ン       | ㄴ     |
| NA              |                 |                    |                           |                  |                         | ナ       |        |
| NE              |                 |                    |                           |                  |                         | ネ       |        |
| NI              |                 |                    |                           |                  |                         | ニ       |        |
| NO              |                 |                    |                           |                  |                         | ノ       |        |
| NU              |                 |                    |                           |                  |                         | ヌ       |        |
| O               | Ο, Ω            | О                  | , ֳ, וֹֹ                     |                  | ُا                       | オ       | ㅗ,ㅓ  |
| OI              |                 |                    |                           |                  |                         |          | ㅚ     |
| P               | Π               | П                  | פּ (in fine di parola ףּ)   |                  | پ                       |          | ㅍ     |
| PP              |                 |                    |                           |                  |                         |          | ㅃ     |
| PS              | Ψ               |                    |                           |                  |                         |          |        |
| Q               | Θ               |                    | ק                         | ﻕ ﻗ ﻘ ﻖ          | ق                       |          |        |
| R               | Ρ               | Р                  | ר                         | ﺭ — ﺮ            | ر                       |          | ㄹ     |
| RA              |                 |                    |                           |                  |                         | ラ       |        |
| RE              |                 |                    |                           |                  |                         | レ       |        |
| RI              |                 |                    |                           |                  |                         | リ       |        |
| RO              |                 |                    |                           |                  |                         | ロ       |        |
| RU              |                 |                    |                           |                  |                         | ル       |        |
| S               | Σ               | С                  | ס, שׂ                      | ﺱ ﺳ ﺴ ﺲ, ﺹ ﺻ ﺼ ﺺ | س ص                     |          | ㅅ     |
| SA              |                 |                    |                           |                  |                         | サ       |        |
| SE              |                 |                    |                           |                  |                         | セ       |        |
| SH              | Σ̈               | Ш                  | שׁ                         | ﺵ ﺷ ﺸ ﺶ          | ش                       |          |        |
| SHCH            |                 | Щ                  |                           |                  |                         |          |        |
| SHI             |                 |                    |                           |                  |                         | シ       |        |
| SO              |                 |                    |                           |                  |                         | ソ       |        |
| SS              |                 |                    |                           |                  |                         |          | ㅆ     |
| SU              |                 |                    |                           |                  |                         | ス       |        |
| T               | Τ               | Т                  | ט, תּ, ת                   | ﺕ ﺗ ﺘ ﺖ, ﻁ ﻃ ﻄ ﻂ | ت ط                     |          | ㅌ     |
| TA              |                 |                    |                           |                  |                         | タ       |        |
| TE              |                 |                    |                           |                  |                         | テ       |        |
| TH              | Θ               |                    | תֿ                         | ﺙ ﺛ ﺜ ﺚ          |                         |          |        |
| TO              |                 |                    |                           |                  |                         | ト       |        |
| TS              | ΤΣ              | Ц                  | צ (in fine di parola ץ)   |                  |                         |          |        |
| TSU             |                 |                    |                           |                  |                         | ツ       |        |
| TT              |                 |                    |                           |                  |                         |          | ㄸ     |
| U               | ΟΥ, Υ           | У                  | , וֻּ                       | دُ                |                         | ウ       | ㅜ     |
| UW              |                 |                    |                           | دُو               |                         |          |        |
| V               | B               | В                  | ב                         |                  | و                       |          |        |
| W               | Ω               |                    | ו, וו                     | ﻭ — ﻮ            | و                       |          |        |
| WA              |                 |                    |                           |                  |                         | ワ       | ㅘ     |
| WE              |                 |                    |                           |                  |                         | ヱ       |        |
| WI              |                 |                    |                           |                  |                         | ヰ       | ㅟ     |
| WO              |                 |                    |                           |                  |                         | ヲ       | ㅝ     |
| X               | Ξ, Χ            |                    |                           |                  |                         |          |        |
| Y               | Ψ               | Й, Ы, Ј            | י                         | ﻱ ﻳ ﻴ ﻲ          | ی                       |          |        |
| YA              |                 | Я                  |                           |                  |                         | ヤ       | ㅑ     |
| YE              |                 | Е, Є               |                           |                  |                         |          |        |
| YEO             |                 |                    |                           |                  |                         |          | ㅕ     |
| YI              |                 | Ї                  |                           |                  |                         |          |        |
| YO              |                 | Ё                  |                           |                  |                         | ヨ       | ㅛ     |
| YU              |                 | Ю                  |                           |                  |                         | ユ       | ㅠ     |
| Z               | Ζ               | З                  | ז                         | ﺯ — ﺰ, ﻅ ﻇ ﻈ ﻆ   | ز                       |          |        |
| ZH              | Ζ̈               | Ж                  | ז׳                        |                  | ژ                       |          |        |

## Alfabeto latino scritto a mano in corsivo oggi

## Bibliografia

Alfabeto latino ornamentale del XVI secolo; mancano le lettere J, O, W, X e Z.